# Muhlenbergia glauca
Muhlenbergia glauca är en gräsart som först beskrevs av Christian Gottfried Daniel Nees von Esenbeck, och fick sitt nu gällande namn av Carl Christian Mez. Muhlenbergia glauca ingår i släktet muhlygräs, och familjen gräs. Inga underarter finns listade i Catalogue of Life.